# Adam Fietz
Adam Sebastian Fietz, född 30 april 1969 i Almby, är en svensk röstskådespelare och kompositör.

## Filmografi

### Datorspel
- 2008 - The Legend of Spyro: Dawn of the Dragon - Hunter (röst)

### Musik
- 2001 - Farligt förflutet

## Teater

### Roller
| År   | Roll          | Produktion                   | Regi           | Teater   |
| 1997 | Scenarbetaren | Masterclass Terrence McNally | Björn Melander | Dramaten |